# Cao Pi
Cáo Pī (chinesisch 曹丕, IPA (hochchinesisch) [tsʰɑo̯35 pʰi55]) (* 187; † 226) war der erste Kaiser der chinesischen Wei-Dynastie und der Sohn des Kriegsherrn Cao Cao (155–220). Mit der Absetzung des letzten Kaisers der Han-Dynastie durch ihn im Jahr 220 begann die Zeit der Drei Reiche in China.
Er war auch als Dichter tätig, wie sein Vater. Sein Schwalbenlied (燕歌行, Yàngēxíng) ist der erste chinesische Siebensilber (七言詩, Qīyánshī). In einem nicht erhaltenen Diskurs über Literatur (chinesisch 典論) behandelte er zeitgenössische Literaten.

## Leben

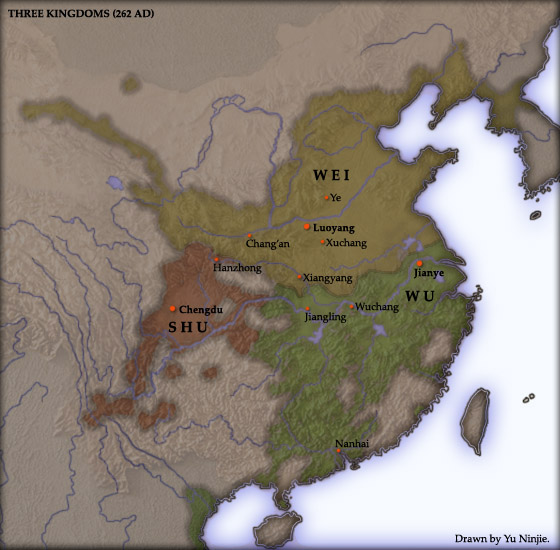
Die Drei Reiche.

### Kindheit und Jugend
Cao Pi wurde im Jahr 187 als Sohn des Kriegsherrn Cao Cao und seiner Konkubine Bian geboren. Sein Vater war damals noch Offizier der kaiserlichen Leibwache in der Hauptstadt Luoyang. Während der folgenden Jahre schwang sich Cao Cao in zahlreichen Feldzügen zu einem der mächtigsten Kriegsherrn des verfallenen chinesischen Reiches auf. In den Jahren 196–207 besiegte er seinen Konkurrenten Yuan Shao und dessen Söhne und bemächtigte sich des minderjährigen Kaisers Xian von Han (181–234). Cao Caos ältester Sohn Cao Ang fiel 197 auf dem Schlachtfeld, womit Cao Pi in der Primogenitur an erste Stelle rückte. Sein Name taucht in der Geschichtsschreibung erst wieder 204 auf, als er die Frau des geschlagenen Kriegsherrn Yuan Xi heiratet, Zhen Luo. Ihr Sohn Cao Rui wurde schon acht Monate darauf geboren, was zu dem Gerücht führte, er sei nicht Cao Pis leibliches Kind.
Auf dem politischen Schauplatz tauchte Cao Pi im Jahr 211 auf, als er seinen Vater, der damals Oberster Minister war, um zwei hohe Posten bat: den des Kommandanten der Kaiserlichen Wache und den des Stellvertretenden Obersten Ministers. Sein Vater verweigerte ihm beide Ämter, weil er sich über seine Nachfolge noch nicht im Klaren war. Neben seinem ältesten Sohn Cao Pi war ihm der jüngere Cao Zhi (192–232) sehr teuer, der sich nicht nur (wie sein Vater und Bruder) als Dichter einen Namen gemacht hatte, sondern auch als Redner. In den folgenden Jahren fand am Kaiserhof in Luoyang ein Erbfolgestreit statt, der von beiden Parteien verdeckt geführt wurde. Nach außen trugen die Brüder ein harmonisches Verhältnis. Im Jahr 216 gelang es Cao Zhi, zwei wichtige Unterstützer seines Bruders auszuschalten, Cui Yan und Mao Jie: Der eine wurde hingerichtet, der andere entlassen. Auf Betreiben des Beraters Jia Xu hin entschied sich Cao Cao zu Gunsten seines Erstgeborenen. Jia Xu hatte seinen Herrn davor gewarnt, die Regeln der Primogenitur zu ignorieren, und ihn an das Schicksal seiner Konkurrenten Liu Biao und Yuan Shao erinnert, die beide zu Grunde gegangen waren. In der Zwischenzeit hatte Cao Pi sein Ansehen unter den Beamten aufgebessert und seinen jüngeren Bruder als Verschwender hingestellt, der zur Regierung nicht befähigt war. Im Jahr 217 schließlich ernannte Cao Cao, damals bereits Prinz von Wei, Cao Pi zu seinem Nachfolger.

### Nachfolge und Sturz der Han-Dynastie
Im Frühjahr 220 starb Cao Cao, und Cao Pi, der sich zu dieser Zeit in Yecheng (im heutigen Handan, Hebei) aufhielt, sollte ihm nachfolgen. Eine allgemeine Unruhe im Reich hinderte ihn zunächst daran, die Ämter seines Vaters anzutreten. Außerdem hatten sich die Truppen aus der Qing-Provinz erhoben und waren aus Luoyang in ihre Heimat zurückgekehrt. Der General Cao Zhang (189–223), ein weiterer Sohn Cao Caos, machte sich auf die Nachricht vom Tod seines Vaters hin eilig nach Luoyang auf und erweckte so den Anschein, seinem Bruder in der Nachfolge zuvorkommen zu wollen. Als diese Nachricht Cao Pi erreichte, ergriff er die Initiative und ließ sich von seiner Mutter per Edikt zum Prinz von Wei ernennen. Dieser Schritt war ein deutliches Zeichen für seine autokratischen Pläne, denn eine solche Ernennung konnte nur vom Kaiser vorgenommen werden. Cao Pi hatte seine Position gesichert und befahl Cao Zhang und Cao Zhi, in ihre Lehen zurückzukehren. Um jegliche Gefahr zu bannen, die ihm von Cao Zhi noch drohen könnte, verkleinerte er sein Lehen und ließ viele seiner Unterstützer hinrichten.
Im Winter desselben Jahres bereitete Cao Pi die Absetzung des Kaisers vor. Er befahl ihm, seinen Rücktritt anzubieten, und als der Kaiser es tat, lehnte Cao Pi dreimal ab. (Dieses Modell machte bei späteren Usurpatoren Schule.) Schließlich akzeptierte er und bestieg den Thron als Kaiser Wen von Wei. Kaiser Xian ernannte er zum Fürsten von Shanyang; bis zu den Barbareninvasionen im Jahr 325 blieb das Lehen im Besitz seiner Nachfolger.
Cao Pi verteilte bald Ehrenämter an seine Familie: Er ernannte seinen 193 verstorbenen Großvater Cao Song (sowie dessen Adoptivvater Cao Teng) und seinen Vater Cao Cao postum zu Kaisern, seine Mutter Bian zur Kaiserinmutter. Er verlegte außerdem die Hauptstadt von Xu zurück nach Luoyang, das bereits unter der Östlichen Han-Dynastie Hauptstadt gewesen war. Die Stadt war noch immer in einem desolaten Zustand, seit sie im Bürgerkrieg 189–197 fast vollständig zerstört worden war.

### Kaiser der Wei-Dynastie

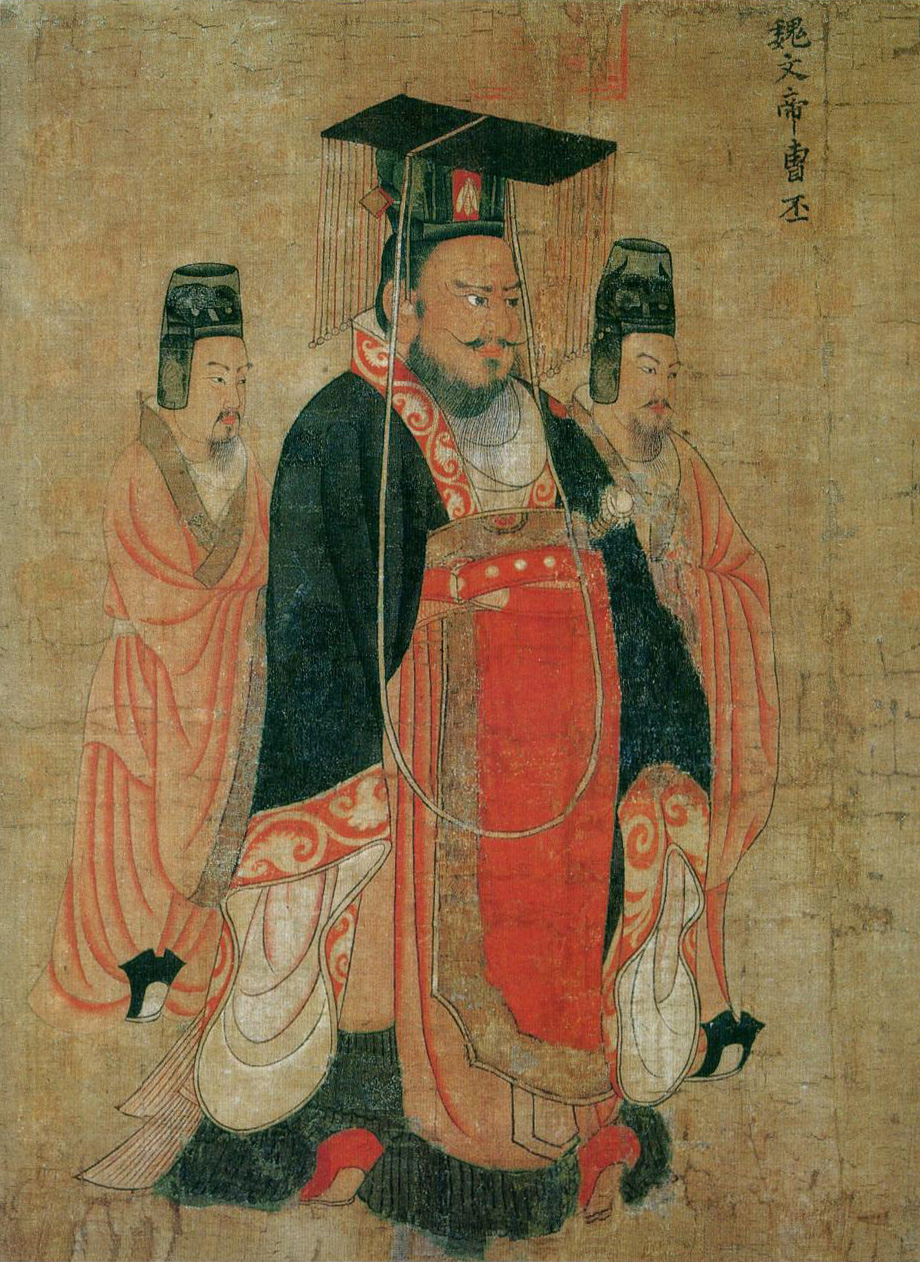
Idealporträt Cao Pis auf der Dreizehn-Kaiser-Rolle (Tang-Dynastie, 7. Jahrhundert, Yan Liben zugeschrieben).

#### Außenpolitik und Feldzüge
Cao Pis Thronbesteigung war ein Signal für die zwei verbliebenen Kriegsherrn in China, Liu Bei (161–223) und Sun Quan (182–252). Bisher hatte keiner von ihnen gewagt, den Kaisertitel anzunehmen, und Cao Pi hatte sich nun als rechtmäßiger Nachfolger der Han-Dynastie inszeniert. Liu Bei, der sich als entfernter Verwandter des Kaiserhauses für den rechtmäßigen Kaiser von China hielt, nahm die Nachricht von Cao Pis Thronbesteigung im Frühjahr 221 als Beleidigung und Herausforderung auf und ernannte sich zum Kaiser seines Reiches Shu Han. Sun Quan dagegen, Kriegsherr im Südosten, reagierte nicht und wartete die weitere Entwicklung der Ereignisse ab. Cao Cao war bereits in der Schlacht von Chibi (207) empfindlich geschlagen worden, und seitdem hatte sich ein Gleichgewicht zwischen den drei Machtblöcken ergeben. Sun Quans größte Sorge blieb Liu Bei, der im Jahr 219 eine empfindliche Niederlage gegen den Herrn von Wu hatte hinnehmen müssen, bei der er die Kontrolle über die strategisch wichtige Jing-Provinz und seinen fähigsten General, Guan Yu, verloren hatte.
Cao Pi konnte also Kräfte sammeln und die beiden südlichen Rivalen gegeneinander ausspielen. Sun Quan wollte keinen Krieg an zwei Fronten riskieren und suchte darum Verständigung mit dem Kaiser. Er bot sich ihm als Vasall an, aber Cao Pis Berater Liu Ye riet zu einem Eroberungsfeldzug gegen Sun Quan, der an zwei Fronten notwendig geschlagen werde. Der Kaiser weigerte sich jedoch und akzeptierte Sun Quans Unterwerfung. Er ernannte ihn zum Prinzen von Wu und überreichte ihm die Neun Ehrenzeichen.
Sun Quans Unterwerfung sollte nicht von Dauer sein. Nach seinem Sieg über Liu Bei in der Schlacht von Xiaoting löste er sich allmählich von Wei. Der Bruch erfolgte schließlich, als Sun Quan sich weigerte, seinen Sohn Sun Deng als Geisel nach Luoyang zu schicken. Cao Pi schickte seine Streitkräfte nach Süden aus, aber Sun Quans General Lu Xun konnte ihren Übergang über den Jangtse verhindern. Sun Quan ernannte sich zum Kaiser der Wu-Dynastie und erklärte seine Unabhängigkeit von der Regierung im Norden. Cao Pis Truppen konnten auch in den folgenden Jahren keine Erfolge erzielen, und die Dreiteilung Chinas, wie sie seit der Schlacht von Chibi existierte, zementierte sich. Vor allem Liu Beis Tod im Jahr 223 und der Friedensschluss seines Obersten Ministers Zhuge Liang (181–234) mit dem Obersten Minister von Wu Zhuge Jin (174–241), seinem Bruder, trugen dazu bei.

#### Innenpolitik
Cao Pis innenpolitische Maßnahmen waren nützlich, aber ohne einschlägige Reformen. Den Kurs seines Vaters behielt er größtenteils bei und wehrte jeden kritischen Ratschlag ab. Einige seiner Kritiker ließ er hinrichten. Während seiner kurzen Regierungszeit blieb das Reich stabil, aber die sozialen Missstände, die zum Fall der Han-Dynastie geführt hatten, wurden nicht behoben.

#### Ehe- und Nachfolgeregelungen
Schon kurz nach seiner Thronbesteigung beschäftigte sich Cao Pi mit der Frage, wen er als Kaiserin wählen sollte. Seine Gemahlin Zhen Luo hatte seine Gunst damals verloren, und Cao Pi wandte sich stärker seiner Konkubine Guo Nüwang zu. Um sich zur Kaiserin zu machen, nutzte diese die frühe Geburt (und damit fragliche Herkunft) seines Sohnes Cao Rui als Vorwand, um anstelle seiner Gemahlin zur Kaiserin ernannt zu werden. Der Kaiser, der seine Gemahlin schon in die Hauptstadt berufen hatte, sandte sie wieder zurück nach Yecheng. Zhen Luo war verletzt, und als die Nachricht davon den Kaiser erreichte, zwang er sie zum Selbstmord. Im Jahr 222 erhob er Guo Nüwang zur Kaiserin.
Da das Verhältnis zwischen Kaiser und Sohn zerrüttet war und er mit der Kaiserin keine Söhne hatte, blieb die Frage der Nachfolge Cao Pis lange offen. Zwar hatte er noch einige andere Söhne von unterschiedlichen Konkubinen, die aber alle bedeutend jünger als Cao Rui waren. Als der Kaiser im Sommer 226 schwer erkrankte, entschloss er sich endlich, seinen Erstgeborenen zum Kronprinzen zu erheben. Bald danach starb Cao Pi, und der Kronprinz folgte ihm als Kaiser Ming auf den Thron.

## Nachkommenschaft
- Gemahlinnen:
  - Zhen Luo (183 (?)–221)

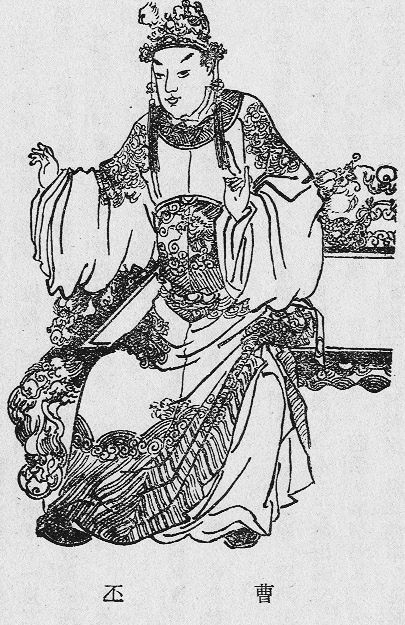
Cao Pi. Holzschnitt zur Geschichte der Drei Reiche aus der Qing-Dynastie.

    - Cao Ruì (曹叡), 222 Prinz von Pingyuan, 226 Kronprinz, 226 Kaiser Ming von Wei
    - Cao Dongxian (Prinzessin)

  - Guo Nüwang (184–235)

- Konkubinen:
  - Frau Li
  - Frau Yin
    - Cao Xie (曹協), 231 Fürst Sang von Jing, 235 Prinz Ai von Zan

  - zwei Töchter des Kaisers Xian von Han (Frau Liu)
  - Frau Pan
    - Cao Ruí (曹蕤), 226 Prinz von Yangping, 232 Prinz Dao von Beihai († 233)

  - Frau Zhu
    - Cao Jian (曹鑒), 225 Prinz Huai von Dongwuyang († 225)

  - Frau Chou
    - Cao Lin (曹霖), 222 Prinz von Hedong, 225 Prinz von Guantao, 232 Prinz von Donghai († 249)
      - Cao Mao, 254 Kaiser von Wei

  - Frau Xu
    - Cao Li (曹禮), 221 Fürst von Qin, 222 Prinz von Jingzhao, 225 Prinz Ai von Yuancheng († 229)

  - Frau Su
    - Cao Yong (曹邕), 221 Fürst von Huainan, 222 Prinz von Huainan, 223 Prinz von Chen, 225 Prinz Huai von Handan († 229)

  - Frau Zhang
    - Cao Gong (曹貢), 222 Prinz Dao von Qinghe († 223)

  - Frau Song
    - Cao Yan (曹儼), 222 Prinz Ai von Guangping († 223)